# Crispatotrochus squiresi
Crispatotrochus squiresi är en korallart som först beskrevs av Stephen D. Cairns 1979.  Crispatotrochus squiresi ingår i släktet Crispatotrochus och familjen Caryophylliidae. Inga underarter finns listade i Catalogue of Life.